# Птомаины
Птомаи́ны (от греч. πτώμα — труп), или тру́пные я́ды — термин, использовавшийся для обозначения биогенных диаминов, получающихся в результате гнилостных процессов — частичного разложения белка и декарбоксилирования его аминокислот. Основные птомаины — путресцин и кадаверин, а также спермидин, спермин и нейрин. Имеют характерный «сладковатый» (типичный трупный) запах. Однако острая токсичность птомаинов (в опытах на крысах) сравнительно невелика: путресцин — 2000 мг/кг, кадаверин — 2000 мг/кг, спермидин и спермин — 600 мг/кг; токсичность нейрина выше — 30 мг/кг.

## История
Ранее «трупным ядом» называли гипотетическое вещество, действию которого приписывали смертельные заболевания лиц, вскрывающих трупы (так, например, герой повести И. С. Тургенева «Отцы и дети» Евгений Базаров умирает, заразившись тифом при вскрытии умершего крестьянина); по современным представлениям, причина этих заболеваний — заражение патогенными микроорганизмами.
До становления токсикологии термин «птомаин» использовали, подразумевая суммарное впечатление от неприятного запаха падали (вызываемого, в частности, некоторыми аминами — продуктами микробного разложения белков) и опасности отравления — от трупов можно было инфицироваться, животные, съевшие такое мясо, могли отравиться.
В XIX веке итальянский химик Франческо Сельми из Болоньи ввел название «птомаин» (от греческого ptōma, «падение, упавшее тело, труп») для алкалоидов, обнаруженных в разлагающихся животных и растительных веществах, особенно путресцина и кадаверина.
Существенный вклад в изучение птомаинов внёс в конце XIX века Людвиг Бригер; его сочинение «Ueber Ptomaine» (в трёх частях: Ueber Ptomaine, Берлин, 1885; Weitere Untersuchungen über Ptomaine, Берлин, 1885; Untersuchungen über Ptomaine, Берлин, 1886) представляет свод учения ο птомаинах в том виде, в каком оно просуществовало несколько десятилетий практически без изменений.
В словаре Брокгауза и Ефрона (устаревшая точка зрения, не соответствующая современным представлениям):
Птомаины, азотистые продукты распада животных тканей под влиянием действия различных микроорганизмов. Большая часть их очень ядовита. Таковы продукты разложения гнилого мяса, трупов (так наз. трупные яды, кадаверин). Многие П. являются продуктом деятельности болезнетворных микроорганизмов при инфекционных болезнях (холера, тиф и др.).
Считалось, что выделяемые при гниении продуктов питания птомаины могут вызвать отравление. Долгое время в английском языке «отравление птоаминами» употреблялось как синоним пищевого отравления. Этот миф сохранялся в общественном сознании, в заголовках газет и судебных делах в качестве официального диагноза спустя десятилетия после того, как он был научно опровергнут в 1910-х годах. В настоящее же время известно, что отравление гнилыми продуктами обусловлено главным образом прямым действием бактерий и лишь в незначительной степени алкалоидами.